# Gale (krater)

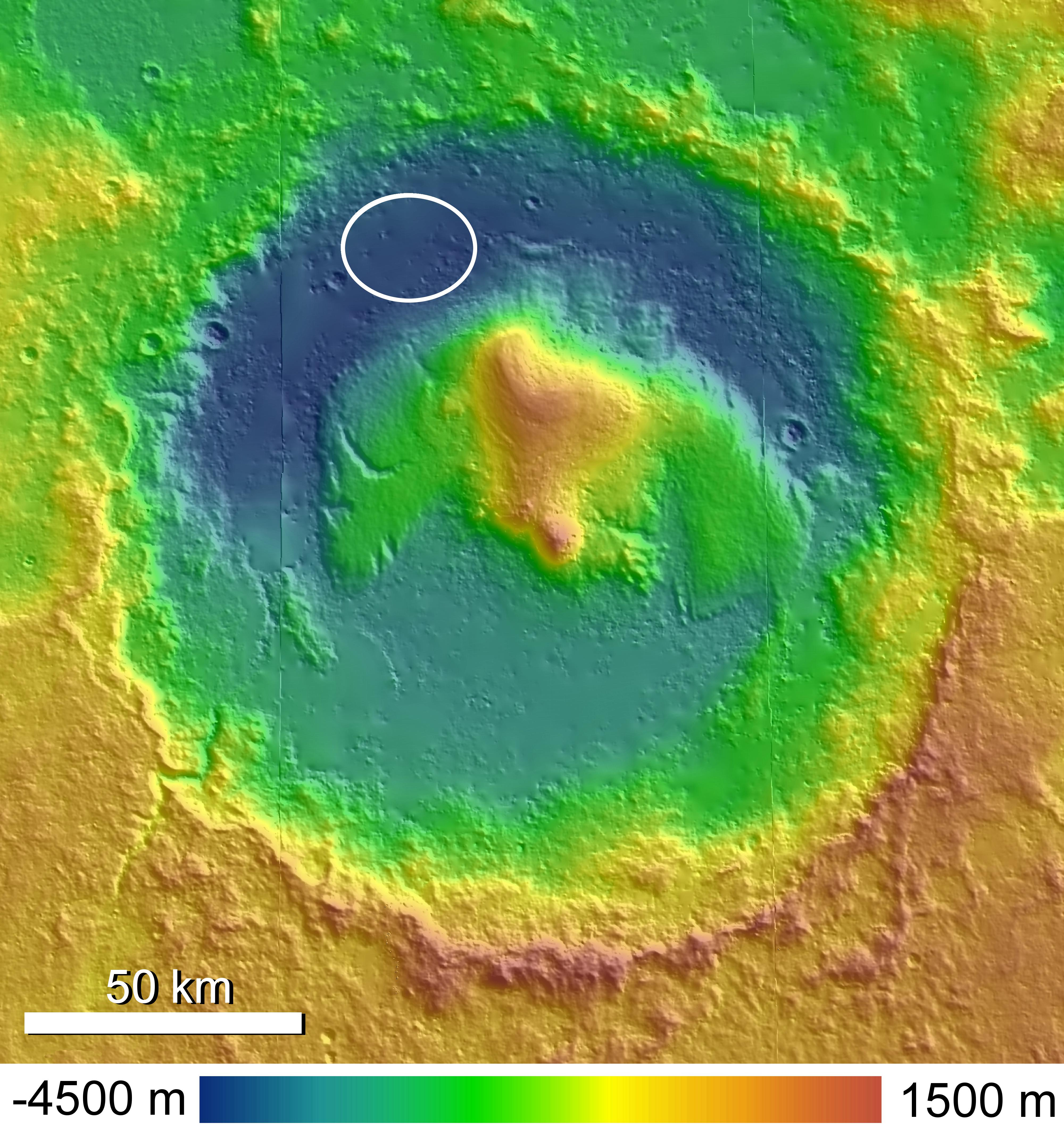
Gekleurde reliefkaart van de Galekrater. De landingsplaats van Curiosity, Aeolis Palus genaamd, is omcirkeld. (Bron: Mars Express HRSC)

Gale is een krater op de planeet Mars. Hij heeft een diameter van 154 km (96 mijl) en werd gevormd toen een meteoriet insloeg op Mars, ongeveer 3,5 tot 3,8 miljard jaar geleden. In de krater bevindt zich ook een berg, de Aeolis Mons (vaak "Mount Sharp" genoemd ter ere van geoloog Robert P. Sharp) met een hoogte van 5500 m.
De krater is vernoemd naar Walter Frederick Gale, een amateurastronoom uit het Australische Sydney, die in de 19de eeuw Mars bestudeerde. Op 6 augustus 2012 landde de Curiosity marsrover in de krater.

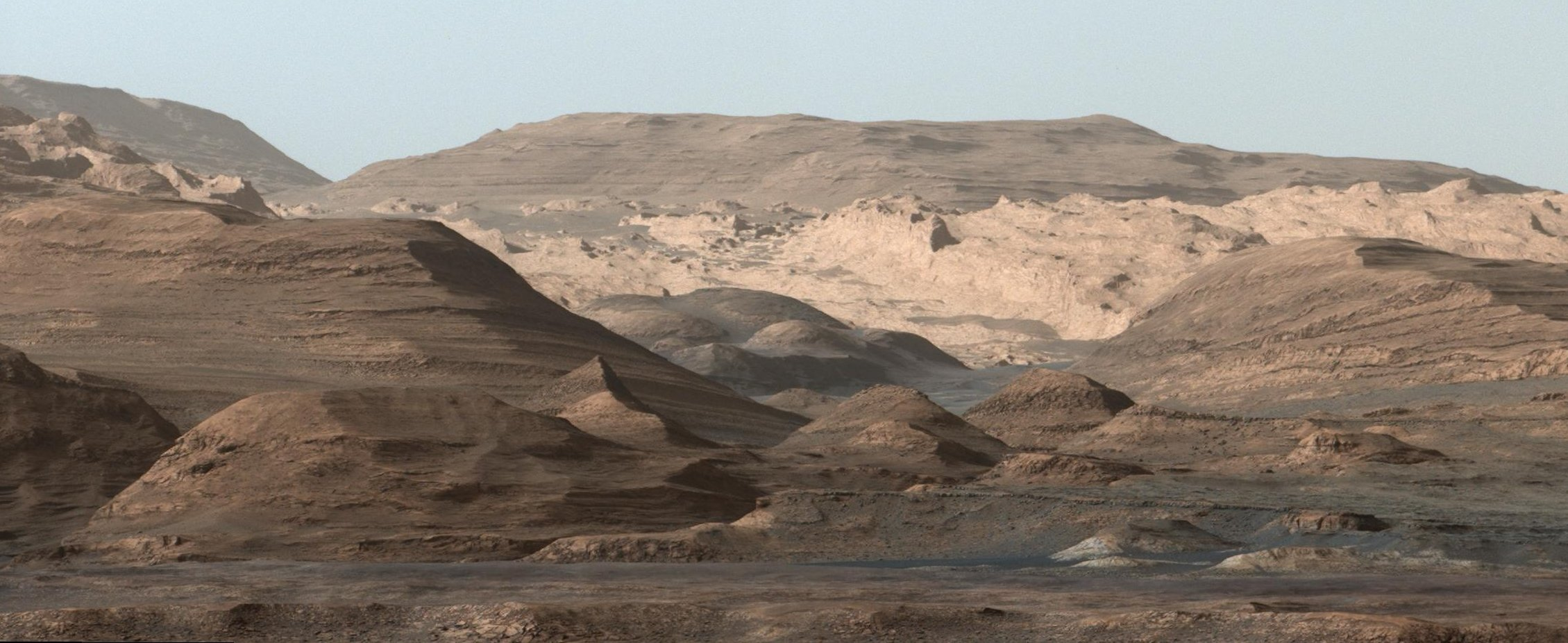
"Mount Sharp", gezien door de Curiosity rover (9 september 2015)